# Tom and Jerry: The Lost Dragon
Tom and Jerry: The Lost Dragon (Tom e Jerry: O Dragão Perdido no Brasil e em Portugal) é um filme animado de comédia, aventura e fantasia de Tom e Jerry lançado em 27 de julho de 2014 e produzido pela Warner Bros. Animation.

## Sinopse
A aventura começa quando Tom e Jerry encontram um ovo brilhante misterioso. Mal sabem eles, que este ovo foi roubado de um enorme dragão que cospe fogo. Em breve, um bebê dragão sai do ovo. Sentindo falta do ovo, a Mamãe Dragão quer seu bebê de volta, mas ela não é a única... uma poderosa bruxa chamada Drizelda quer o bebê dragão para seus próprios planos malignos. Com a ajuda de poderosos aliados e amigos de crianças, Tom e Jerry tem que lutar com unhas e dentes para impedir a bruxa e levar o bebê dragão para sua mãe.